# Międzynarodówka Federacji Anarchistycznych
International of Anarchist Federations (Międzynarodówka Federacji Anarchistycznych) – międzynarodowa organizacja anarchistyczna zrzeszająca federacje anarchistyczne z różnych krajów.

## Historia
IAF powstała na międzynarodowej konferencji anarchistycznej w Carrarze w 1968 z inicjatywy federacji anarchistycznych z Francji, Włoch i Hiszpanii oraz bułgarskiej federacji działającej na emigracji we Francji. Celem Międzynarodówki jest budowa międzynarodowych struktur anarchistycznych przeciwdziałających strukturom państwa i kapitalizmu, które obecnie mają ponadnarodowy charakter. Federacje wchodzące w skład Międzynarodówki uważają, że jest to konieczne dla koordynowania swoich działań i dążenia do wspólnych celów. 

## Organizacja
IAF utrzymuje również ścisłe kontakty z innymi organizacjami anarchistycznymi, takimi jak Międzynarodowe Stowarzyszenie Pracowników, zrzeszające anarchosyndykalistyczne związki zawodowe.
Działalność IAF opiera się na zasadach federalizmu, dobrowolnych porozumień i pomocy wzajemnej. Koordynuje ją Sekretariat Międzynarodowy organizacji (C.R.I.F.A. - Commission of Relations of the International of Anarchist Federations, Komisja Międzynarodówki Federacji Anarchistycznych ds. Kontaktów). Sekretariat jest prowadzony przez różne federacje na zasadzie rotacji. 
Włoska federacja wydaje czasopismo "Umanità Nova"; francuska "Le Monde Libertaire", hiszpańska Federación Anarquista Ibérica czasopismo "Tierra y Libertad". W Wielkiej Brytanii wychodzą "Organise!" and "Resistance", a federacja czeska publikuje czasopismo "A-kontra".

## Federacje członkowskie
- Argentyna - Federacion Libertaria Argentina;
- Białoruś - Federacja Anarchistow Białorusi (Фэдэрацыі анархістаў Беларусі);
- Wielka Brytania - Anarchist Federation;
- Czechy - Československá Anarchistická Federácia;
- Francja, Belgia, Szwajcaria - La Fédération anarchiste;
- Niemcy, Austria, Szwajcaria - Forum deutschsprachiger AnarchistInnen;
- Włochy - Federazione Anarchica Italiana;
- Hiszpania - Federación Anarquista Ibérica;
- Słowenia, Chorwacja - Federacija za anarhističko organiziranje.